# Nine Miles
Pour les articles homonymes, voir Miles.
Cet article traite de la ville, pour le groupe japonais voir Nine Miles (groupe)
Nine Miles ou Nine Mile est une ville de Jamaïque, située dans la paroisse de Saint Ann. Elle est mondialement connue comme lieu ou est né et où repose Bob Marley (1945-1981), la légende du reggae.

## Lieux
- Maison natale de Bob Marley (maison familiale et mausolées de Cedella Booker et de son fils Bob Marley)

## Personnalités liées à la commune
- Cedella Booker (1926-2008) : Mama Marley, chanteuse de reggae et écrivaine afro-caribéenne, mère de Bob Marley.
- Bob Marley (1945-1981) : auteur-compositeur-interprète, chanteur et musicien de musique jamaïcaine et de reggae
- Bunny Wailer (1947-2021) : chanteur et musicien de reggae, ami d'enfance, puis demi frère du précédent, membre du groupe The Wailers avec Bob Marley

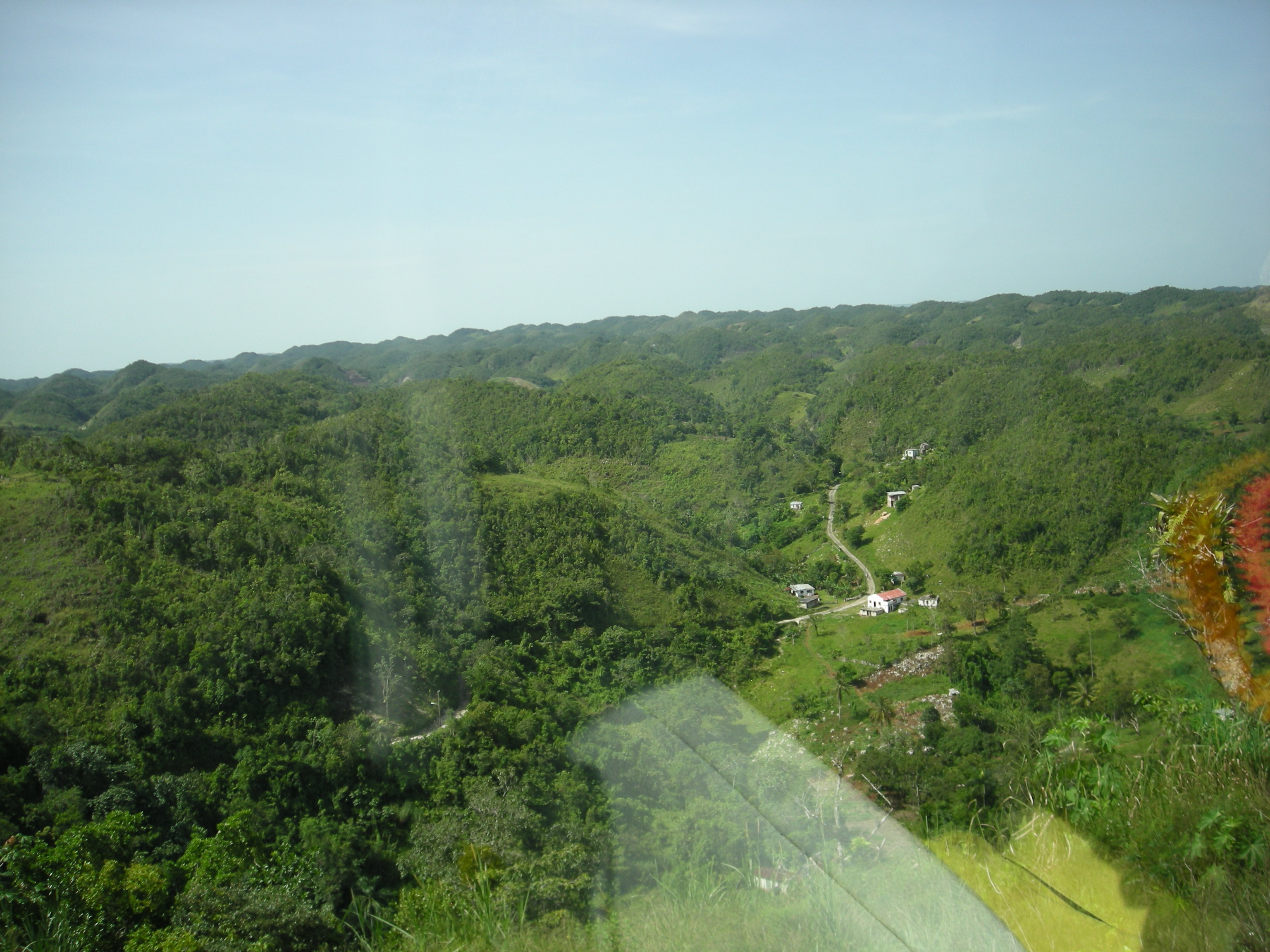
Nine Miles
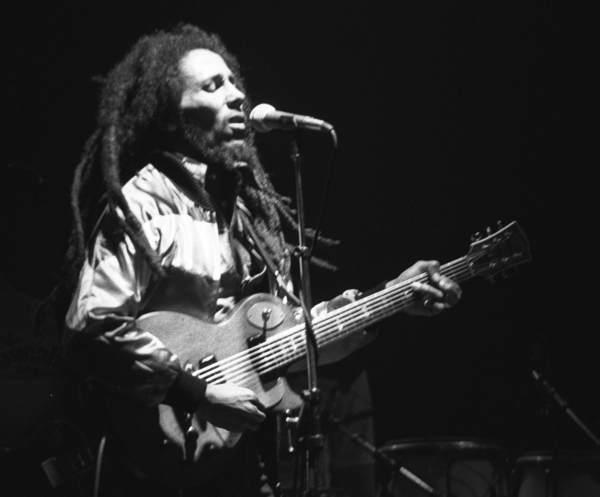
Bob Marley en 1980
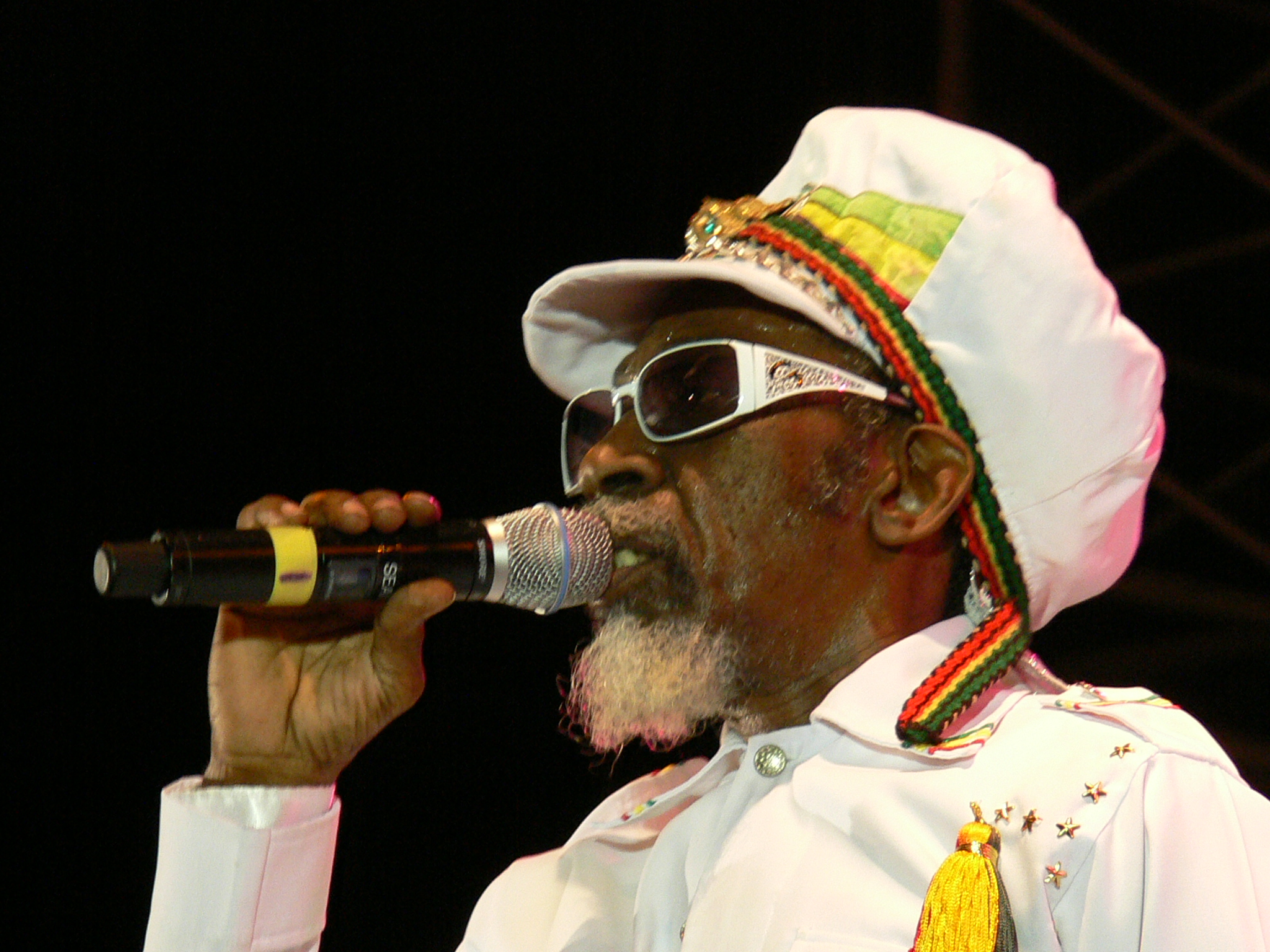
Bunny Wailer en 2008
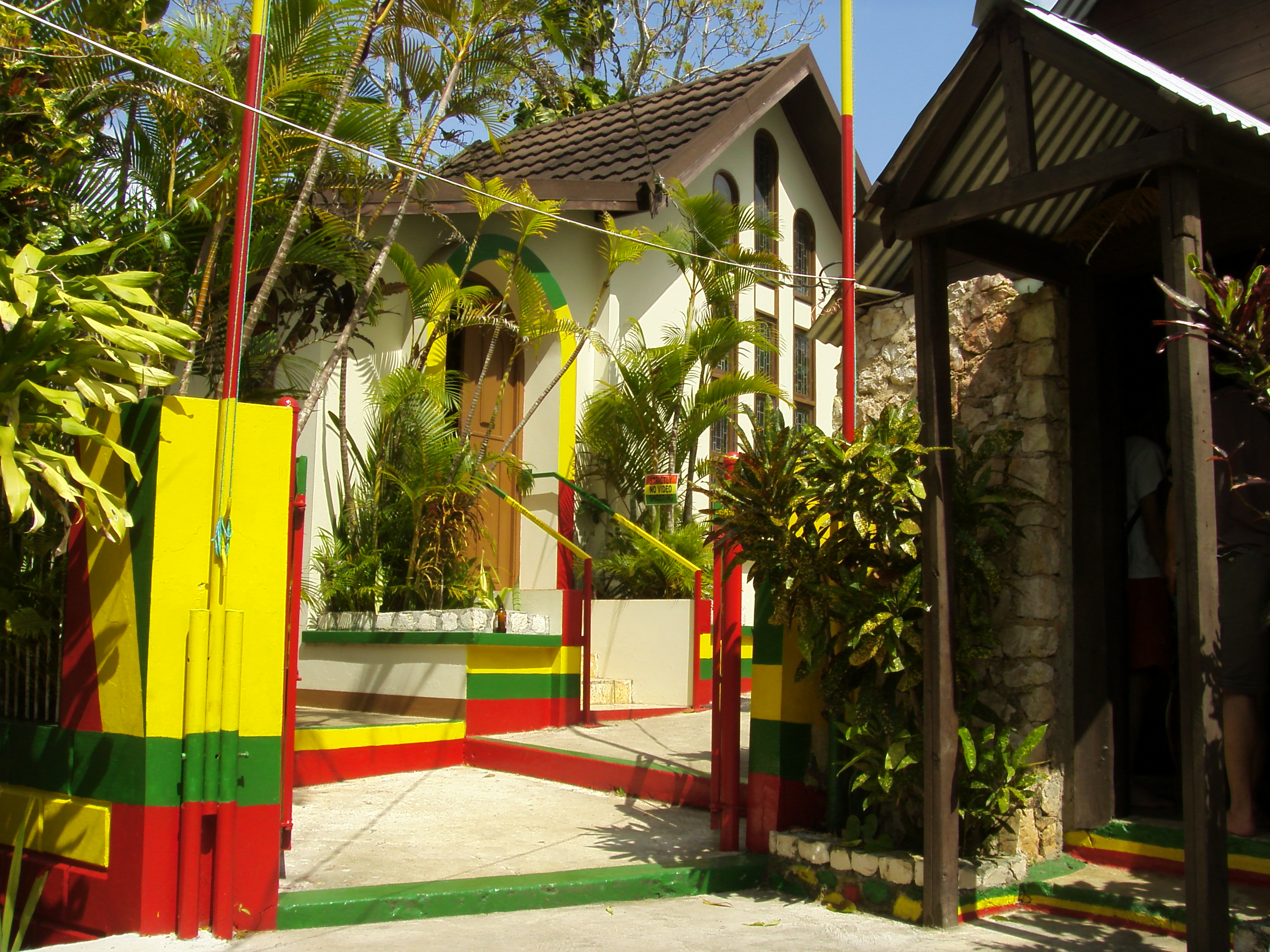
Mausolée et maison natale de Bob Marley